# مو بزغاله
مو بزغاله یک ستاره است که در صورت فلکی بزغاله قرار دارد.